# THE PENDULUM
『THE PENDULUM』（ザ・ペンデュラム）は、日本のヴィジュアル系ロックバンド・ViViDが2014年2月26日にエピックレコードジャパンから発売した2枚目のオリジナルアルバムである。

## 内容
前作『INFINITY』から約1年8か月ぶりとなるオリジナルアルバム。
タイトルは直訳して振り子を意味しており、楽曲の振り幅の広さと、ロックとポップにもどちらにも行き切れる今のスタイルから取られている。また、RENO曰く今作は「時間が掛かるのを承知で、曲作りや楽器の音作りを一から拘って制作した」といい、歌詞についても「世界観を広げたくて情景描写を意識した」とシンは語っている。
初回生産限定盤Aと初回生産限定盤B、スペシャルボーナストラック盤の3形態で発売された。初回生産限定盤Aには今作のリード曲「Winding Road」のミュージック・ビデオとメイキング、『ViViD LIVE 2013「OVER THE LIMIT～scars〜」』のライブ映像を収録したDVDと今作の発売記念イベントの参加券Aが、初回生産限定盤Bには配信限定シングル「THEATER」のスペシャルムービーと『ViViD LIVE 2013「OVER THE LIMIT～genesis～」』のライブ映像を収録したDVDと今作の発売記念イベントの参加券Bが同梱された。なお、スペシャルボーナストラック盤にはピクチャーレーベル5種ランダム仕様で、今作の発売記念イベントの参加券Cが同梱された。

## 収録曲
| #         | タイトル               | 作詞      | 作曲      | 編曲                    | ストリングスアレンジ | 時間  |
| --------- | ---------------------- | --------- | --------- | ----------------------- | -------------------- | ----- |
| 1.        | 「Winding Road」       | シン      | Ko-ki     | ViViD、岸利至           |                      | 4:21  |
| 2.        | 「光-HIKARI-」         | シン      | RENO      | ViViD、岸利至           |                      | 4:07  |
| 3.        | 「THEATER」            | シン      | Ko-ki     | ViViD、岸利至           | 岸利至               | 4:43  |
| 4.        | 「RED」                | シン      | Ko-ki     | ViViD、岸利至           |                      | 3:18  |
| 5.        | 「Little Dreamer」     | シン      | イヴ      | ViViD、宅見将典、岸利至 |                      | 3:25  |
| 6.        | 「ANSWER」             | シン      | イヴ      | ViViD、岸利至           |                      | 4:38  |
| 7.        | 「Crescent」           | シン      | イヴ      | ViViD、岸利至           |                      | 4:55  |
| 8.        | 「天音」               | シン      | イヴ      | ViViD、岸利至           |                      | 4:25  |
| 9.        | 「SCENE 033」          | シン      | イヴ      | ViViD、岸利至           | 岸利至               | 4:41  |
| 10.       | 「Celebrate」          | シン      | イヴ      | ViViD、宅見将典、岸利至 |                      | 4:23  |
| 11.       | 「33-ⅩⅥ」              |           | Ko-ki     | Ko-ki、岸利至           |                      | 1:24  |
| 12.       | 「The Devil whispers」 | シン      | RENO      | ViViD、岸利至           | 岸利至               | 3:46  |
| 13.       | 「HORIZON」            | シン      | イヴ      | ViViD、岸利至           |                      | 3:52  |
| 14.       | 「LETTER」             | シン      | RENO      | ViViD、宅見将典、岸利至 |                      | 5:24  |
| 15.       | 「Good Morning World」 | シン      | イヴ      | ViViD、岸利至           |                      | 5:09  |
| 合計時間: | 合計時間:              | 合計時間: | 合計時間: | 合計時間:               | 合計時間:            | 62:31 |

### 解説
1. Winding Road
今作のリード曲。
2. 光-HIKARI-
メジャー7thシングルの表題曲。
3. THEATER
1st配信限定シングルの表題曲。
4. RED
5. Little Dreamer
6. ANSWER
メジャー6thシングルの表題曲。
7. Crescent
8. 天音
9. SCENE 033
10. Celebrate
通常盤のみ収録。
11. 33-ⅩⅥ
インストゥルメンタル。
12. The Devil whispers
RENOはこの楽曲について、「ハードロックとクラシック音楽の要素を突き詰めた」と語っている[2]。
13. HORIZON
14. LETTER
15. Good Morning World
スペシャルボーナストラック盤にのみ収録されている。歌詞は高いところから舞い降りるイメージで書かれたという[2]。

## 参加ミュージシャン
ViViD
- SHIN：Vocal
- RENO：Guitar
- RYOGA：Guitar
- イヴ：Bass
- Ko-ki：Drums

Support Musician
- 岸利至：Keyboard & Programming
- 宅見将典：Additional Programming (#14)
- MIZ：Violin & Viola (#3,9,12)
- 佐野まゆみ：Cello (#12)

## タイアップ
- TBS系列日曜午後5時枠アニメ『マギ』第2期オープニングテーマ (#2)
- 舞台『鬼切姫　第二章「来るべき日」』主題歌 (#8)